# Landesfeuerwehrmuseum Sachsen-Anhalt
Das Landesfeuerwehrmuseum Sachsen-Anhalt befindet sich in Stendal. Es wird durch engagierte Helfer in ihrer Freizeit verwaltet und betrieben.

## Geschichte
Das Museum entstand am 8. Mai 1993. 
Ihm vorausgegangen war der Verein Feuerwehrhistorik Altmark e.V., welcher sich anlässlich des 100-jährigen Bestehens der Freiwilligen Feuerwehr der Stadt Stendal im Jahr 1972 gründete, um eine Ausstellung über die Geschichte der Feuerwehr mit Fotodokumenten und alter Feuerwehrtechnik zu erstellen und diese bei Schauvorführungen zu präsentieren. 
Das Museum geht insbesondere auf die Geschichte der Feuerwehren im mitteldeutschen Raum ein. Obwohl es somit historisch treffender wäre, das Museum „Mitteldeutsches Feuerwehrmuseum“ zu nennen, wurde dies aufgrund der politischen Neuordnung in der Nachwendezeit nicht umgesetzt.

## Gelände
Das Museumsgelände in der Arneburger Straße 146a ist ein ehemaliges Lager des Katastrophenschutzes der DDR. Es besteht aus drei Gebäuden und einem Freigelände. 
Das erdgeschossige Museumsgebäude beherbergt fünf Ausstellungsräume sowie einen angeschlossenen Verwaltungs- und Sozialbereich. Ein Großteil der Fahrzeugtechnik befindet sich in der großen Halle. Die restlichen Fahrzeuge befinden sich in der vierständigen Werkstatt und werden bei gutem Wetter auf dem Außengelände präsentiert.

## Ausstellung
Die Ausstellung des Museums ist jeden Dienstag, Donnerstag und Sonnabend in der Zeit von 09:00 Uhr bis 16:00 Uhr geöffnet.

### Dauerausstellung
Die Dauerausstellung widmet sich der Entwicklung des Feuerlösch- und Brandschutzwesens in Mitteldeutschland.

### Feuerwehrgeschichte
Im ersten Raum des Museums befindet sich eine Ausstellung zur Entwicklung des Feuerlösch- und Brandschutzwesens in der Zeit von 1945 bis 1952 in Ostdeutschland. Diese Ausstellung ist so aufbereitet, dass sie auch für Schulklassen gut verständlich ist und wird anhand umfangreicher Exponate erläutert. Im selben Raum befinden sich auch die Sonderausstellung und maßstabsgetreue Modelle von Feuerwehrfahrzeugen.

### Fördertechnik
Ein weiterer Raum ist der Fördertechnik der Feuerwehr gewidmet. Die Auswahl der Exponate reicht von alten hölzernen Handspritzen über Tragkraftspritzen und Lüfter bis zu Pumpen zum umfüllen von Gefahrstoffen.

### Funk- und Leitstellentechnik
Untrennbar miteinander verbunden sind die Funk- und Leitstellentechnik. Ihnen ist ein Raum gewidmet, in dem ein voll funktionsfähigen Leitstellentisch dem Besucher ermöglicht nachzuvollziehen, wie eine Alarmierung der Feuerwehr in der DDR ablief.

### Feuerwehrtaucher
In der Fahrzeughalle widmet sich eine Ausstellung den Tauchern im Feuerwehrdienst.

### Technische Hilfeleistung
Ebenfalls in der Fahrzeughalle befinden sich Geräte zum Sägen, Trennen und Schneiden. Von Zweimann-Schrotsägen bis zum Sauerstoffschneidgerät sind viele Gerätschaften vorhanden und werden detailliert erklärt.

### Fahrzeuge
Die Auswahl der Fahrzeuge reicht vom hölzernen Wasserwagen über Lafetten (Anhänger), Feuerwehrfahrzeuge des Dritten Reiches bis zu Löschfahrzeugen der DDR. Die hier befindlichen Magirus-Fahrzeuge haben einen besonderen Bezug zu Mitteldeutschland.

### Sonderausstellung
Die derzeitige Sonderausstellung widmet sich der Geschichte der Feuerwehr bei den Eisenbahnen von ihren Anfängen, über das getrennte Deutschland, bis in die heutige Zeit.

## Trägerverein
Das Landesfeuerwehrmuseum Sachsen-Anhalt wird durch den Verein Feuerwehrhistorik Stendal e.V. getragen und betreut.